# کاکیبوبال
کاکیبوبال (نام علمی: Cacibupteryx) نام یک سرده از تیره پوزه‌منقاران است.